# Sven Bardach
Sven Herman Bardach, född 25 oktober 1895 i Norrköping, död 7 december 1960 i Klara församling i Stockholm, var en svensk filmfotograf.
Bardach är gravsatt på Täby norra begravningsplats.

## Filmfoto i urval
- 1923 – En rackarunge
- 1923 – Andersson, Pettersson och Lundström
- 1924 – Löjen och tårar
- 1925 – Öregrund-Östhammar
- 1926 – Charleys tant
- 1933 – Djurgårdsnätter
- 1933 – Inled mig i frestelse
- 1934 – En bröllopsnatt på Stjärnehov